# Thorrent
Cet article possède des paronymes, voir Thorent et Torrent.
Thorrent, Touren  ou Torren est une ancienne commune et un hameau situé à Sahorre, dans le département français des Pyrénées-Orientales.

## Géographie

### Localisation
Thorrent se situe dans la partie occidentale de la commune actuelle de Sahorre.

### Géologie et relief
Il y avait jadis des mines de fer à Thorrent.

### Hydrographie
Thorrent est traversée par le rec de Torren.

## Toponymie
Formes du nom
Le lieu est mentionné en 901 sous le nom de Toresin, en 950 sous le nom de Torresinnum et en 968 sous le nom de Torrendum.
On rencontre ensuite les formes du nom suivantes : Torrent (XIVe siècle), Torent  et Torrent (XVIIe siècle), Toren (XVIIIe siècle) puis Thorrent et Torrent au XIXe siècle.
La commune a été nommée Thorens en 1793, puis officiellement renommée Touren à partir de 1801.
En catalan, le nom du lieu était jadis Thorrent ou Torren. Les formes recommandées de nos jours en catalan normalisé sont Toren ou Torèn.
Étymologie
Le nom viendrait d'un nom de personne wisigothique, possible ancien propriétaire du domaine, Torresind ou Thurisind, nom composé du nom du dieu Thor et de sind (chemin). Par amuïssement, le nom aurait ensuite évolué vers Tore(s)in puis vers Toren. En catalan archaïque, le T était souvent renforcé d'un H, aboutissant ainsi à Thoren. Enfin, la confusion avec l'hydronyme Torrent aurait conduit à l'ajout du T final.
Une autre hypothèse évoque l'expression latine désignant une tour isolée, torre sine domus, concordant avec la tour de guet présente à Thorrent.

## Histoire
Bien que le lieu soit déjà cité dès le Xe siècle, une famille de Torrent n'est mentionnée pour la première fois qu'en 1333. Peut-être issue de cette lignée, Sibilla, épouse de  Raymond de Périllos, vend en 1378 les lieux de Torrent et Mantet à Béranger III d'Oms.
La commune de Thorens est créée en 1790. Elle est rattachée à la commune de Sahorre le 20 mars 1822.

## Démographie
La population est exprimée en nombre de feux (f) ou d'habitants (H).
| 1365 | 1378 | 1470 | 1515 | 1553 | 1720 | 1767 | 1789 | 1793 |
| ---- | ---- | ---- | ---- | ---- | ---- | ---- | ---- | ---- |
| 10 f | 7 f  | 10 f | 7 f  | 4 f  | 9 f  | 85 H | 11 f | 62 H |

| 1794 | 1796 | 1800 | 1804 | 1806 | 1820 | - | - | - |
| ---- | ---- | ---- | ---- | ---- | ---- | - | - | - |
| 86 H | 80 H | 77 H | 76 H | 81 H | 92 H | - | - | - |

Note : À partir de 1826, les habitants de Touren sont recensés avec ceux de Sahorre.

## Culture locale et patrimoine

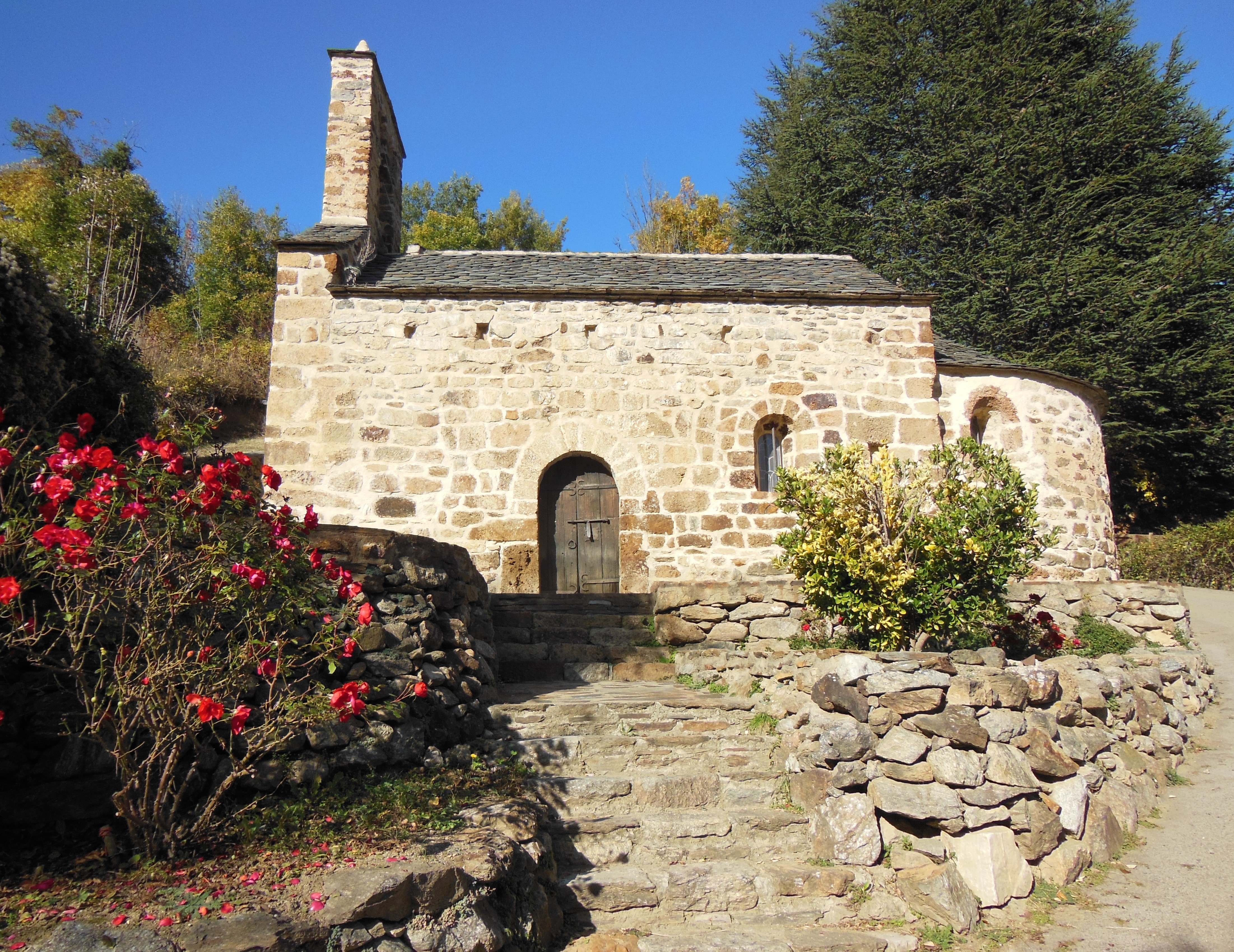
Sainte-Croix de Thorrent.

- Église Sainte-Croix de Thorrent, citée dès 1363[2] ;
- Château, crypte et tour de guet, construits du Xe au XIVe siècle[6].